# Méntrida
Méntrida és un municipi de la província de Toledo, a la comunitat autònoma de Castella la Manxa. Limita amb Aldea del Fresno i Villamanta al nord, a la província de Madrid i amb Valmojado a l'est, Casarrubios del Monte i La Torre de Esteban Hambrán al sud i Santa Cruz del Retamar a l'oest.

## Demografia
| 1996  | 1998  | 1999  | 2000  | 2001  | 2002  | 2003  | 2004  | 2005  | 2006  |
| ----- | ----- | ----- | ----- | ----- | ----- | ----- | ----- | ----- | ----- |
| 1.913 | 1.984 | 2.023 | 2.105 | 2.198 | 2.356 | 2.562 | 2.864 | 3.212 | 3.521 |

## Administració
| Període      | Nom de l'alcalde/-essa                                       | Partit polític | Data de possessió |
| ------------ | ------------------------------------------------------------ | -------------- | ----------------- |
| 1979 - 1983  | Clemente Martín Sastre (16/06/1981) Alejandrino Vaquero Romo | UCD UCD        | 19/04/1979        |
| 1983 - 1987  | Alejandrino Vaquero Romo                                     | AP/PDP/UL      | 28/05/1983        |
| 1987 - 1991  | Santiago Montero Simal (26/06/1989) Alejandrino Vaquero Romo | Independent PP | 30/06/1987        |
| 1991 - 1995  | Antonio Garrido Guerra                                       | PSOE           | 15/06/1991        |
| 1995 - 1999  | Antonio Garrido Guerra                                       | PSOE           | 17/06/1995        |
| 1999 - 2003  | Antonio Garrido Guerra                                       | PSOE           | 03/07/1999        |
| 2003 - 2007  | Antonio Garrido Guerra                                       | PSOE           | 14/06/2003        |
| 2007 - 2011  | José Sánchez Moral                                           | PP             | 16/06/2007        |
| 2011 - 2015  | n/d                                                          | n/d            | 11/06/2011        |
| 2015 - 2019  | n/d                                                          | n/d            | 13/06/2015        |
| 2019 - 2023  | n/d                                                          | n/d            | 15/06/2019        |
| Des del 2023 | n/d                                                          | n/d            | 17/06/2023        |